# Berndt Dahlberg
Berndt Dahlberg (* 25. Juni 1931 in Halmstad; † 22. Dezember 2022 ebenda) war ein schwedischer Badmintonspieler.

## Karriere
Berndt Dahlberg gewann 1957 seinen ersten nationalen Titel in Schweden, fünf weitere folgten bis 1964. International siegte er unter anderem bei den German Open, Swedish Open, Canadian Open und den Norwegian International.

## Sportliche Erfolge
| Saison    | Veranstaltung                     | Disziplin    | Platz | Name                                                        |
| --------- | --------------------------------- | ------------ | ----- | ----------------------------------------------------------- |
| 1948/1949 | Schweden: Einzelmeisterschaft U19 | Mixed        | 1     | Berndt Dahlberg / Ingrid Dahlberg (Halmstad BK)             |
| 1948/1949 | Schweden: Einzelmeisterschaft U19 | Herreneinzel | 1     | Berndt Dahlberg (Halmstad BK)                               |
| 1948/1949 | Schweden: Einzelmeisterschaft U19 | Herrendoppel | 1     | Jan Bulow / Berndt Dahlberg (Borås BK / Halmstad BK)        |
| 1956      | Swedish Open                      | Herrendoppel | 1     | Berndt Dahlberg / Bertil Glans                              |
| 1956/1957 | Schweden: Einzelmeisterschaft     | Mixed        | 1     | Berndt Dahlberg / Ingrid Dahlberg (SBK)                     |
| 1959      | Swedish Open                      | Herrendoppel | 1     | Berndt Dahlberg / Bertil Glans                              |
| 1959      | Norwegian International           | Herrendoppel | 1     | Bertil Glans / Berndt Dahlberg                              |
| 1959      | Swedish Open                      | Herreneinzel | 1     | Berndt Dahlberg                                             |
| 1959/1960 | Schweden: Einzelmeisterschaft     | Herrendoppel | 1     | Berndt Dahlberg / Bertil Glans (SBK / Halmstad BK)          |
| 1959/1960 | Schweden: Einzelmeisterschaft     | Herreneinzel | 1     | Berndt Dahlberg (SBK)                                       |
| 1960      | Swedish Open                      | Herreneinzel | 1     | Berndt Dahlberg                                             |
| 1960      | German Open                       | Herrendoppel | 1     | Bertil Glans / Berndt Dahlberg                              |
| 1962      | Canadian Open                     | Mixed        | 1     | Berndt Dahlberg / Dorothy Tinline                           |
| 1962/1963 | Schweden: Einzelmeisterschaft     | Herrendoppel | 1     | Berndt Dahlberg / Bertil Glans (SBK / Halmstad BK)          |
| 1963/1964 | Schweden: Einzelmeisterschaft     | Herrendoppel | 1     | Berndt Dahlberg / Bertil Glans (SBK / Halmstad BK)          |
| 1968/1969 | Schweden: Einzelmeisterschaft O35 | Herreneinzel | 1     | Berndt Dahlberg (MAI)                                       |
| 1968/1969 | Schweden: Einzelmeisterschaft O35 | Mixed        | 1     | Berndt Dahlberg / Ingrid Persson (MAI / SBK)                |
| 1969/1970 | Schweden: Einzelmeisterschaft O35 | Herreneinzel | 1     | Berndt Dahlberg (MAI)                                       |
| 1969/1970 | Schweden: Einzelmeisterschaft O35 | Herrendoppel | 1     | Berndt Dahlberg / Bertil Glans (MAI / Halmstad BK)          |
| 1969/1970 | Schweden: Einzelmeisterschaft O35 | Mixed        | 1     | Berndt Dahlberg / Ingrid Persson (MAI / Spårvägen)          |
| 1970/1971 | Schweden: Einzelmeisterschaft O35 | Mixed        | 1     | Berndt Dahlberg / Ingrid Persson (MAI / Spårvägen)          |
| 1970/1971 | Schweden: Einzelmeisterschaft O35 | Herreneinzel | 1     | Berndt Dahlberg (MAI)                                       |
| 1970/1971 | Schweden: Einzelmeisterschaft O35 | Herrendoppel | 1     | Berndt Dahlberg / Bertil Glans (MAI / Halmstad BK)          |
| 1971/1972 | Schweden: Einzelmeisterschaft O35 | Mixed        | 1     | Berndt Dahlberg / Ingrid Persson (MAI / Spårvägen)          |
| 1971/1972 | Schweden: Einzelmeisterschaft O35 | Herrendoppel | 1     | Berndt Dahlberg / Bertil Glans (MAI / Halmstad BK)          |
| 1971/1972 | Schweden: Einzelmeisterschaft O35 | Herreneinzel | 1     | Berndt Dahlberg (MAI)                                       |
| 1972/1973 | Schweden: Einzelmeisterschaft O35 | Herreneinzel | 1     | Berndt Dahlberg (MAI)                                       |
| 1972/1973 | Schweden: Einzelmeisterschaft O35 | Mixed        | 1     | Berndt Dahlberg / Ingrid Persson (MAI / Södertälje BK)      |
| 1972/1973 | Schweden: Einzelmeisterschaft O35 | Herrendoppel | 1     | Berndt Dahlberg / Bertil Glans (MAI / Halmstad BK)          |
| 1973/1974 | Schweden: Einzelmeisterschaft O35 | Herrendoppel | 1     | Berndt Dahlberg / Bertil Glans (MAI / Halmstad BK)          |
| 1973/1974 | Schweden: Einzelmeisterschaft O35 | Mixed        | 1     | Berndt Dahlberg / Ingrid Persson (MAI / Södertälje BK)      |
| 1975/1976 | Schweden: Einzelmeisterschaft O35 | Herrendoppel | 1     | Berndt Dahlberg / Göran Wahlqvist (MFF-MAI / BK Carlskrona) |
| 1977/1978 | Schweden: Einzelmeisterschaft O35 | Herrendoppel | 1     | Berndt Dahlberg / Göran Wahlqvist (Eslöv / BK Carlskrona)   |